# آن جيليان
آن جيليان (بالإنجليزية: Ann Jillian)‏ (ولدت في 29 يناير 1950) ممثلة أمريكية واشتهرت بدورها في دور كاسي كرانستون في المسلسل الهزلي انها المعيشة في الثمانينيات.

## وصلات خارجية
- الموقع الرسمي
- آن جيليان على موقع IMDb (الإنجليزية)
- آن جيليان على موقع تيرنر كلاسيك موفيز (الإنجليزية)
- آن جيليان على موقع أول موفي (الإنجليزية)
- آن جيليان على موقع قاعدة بيانات برودواي على الإنترنت (الإنجليزية)
- آن جيليان على موقع قاعدة بيانات الأفلام السويدية (السويدية)
- آن جيليان على موقع إن إن دي بي (الإنجليزية)
- آن جيليان على موقع ديسكوغز (الإنجليزية)
- آن جيليان على موقع قاعدة بيانات الفيلم (الإنجليزية)